# Međunarodne sankcije
Međunarodne sankcije u pravilu su nenasilne mjere koje pojedine države poduzimaju protiv drugih država kako bi ih prisilile na promjenu pojedinih aspekata vanjske i unutrašnje politike koje drže neprihvatljivim. Po tome da li ih poduzima jedna država, ili međunarodna organizacija dijele se na unilateralne i multilateralne.
Sankcije se obično dijele na tri oblika:
- Diplomatske sankcije - ograničenje ili potpuni prekid diplomatskih odnosa među država, npr. povlačenje veleposlanika.
- Gospodarske sankcije - obično se odnose na zabranu trgovine, najčešće vezanu uz oružje, ponekad uz određene izuzetke (kao hrana i lijekovi)
- Vojne sankcije - različite vrste vojnih intervencija

Gospodarske sankcije se razlikuju od trgovinskih sankcija koje se primjenjuju iz čisto ekonomskih motiva, i koje najčešće imaju oblik posebnih carinskih tarifa umjesto potpune zabrane trgovine.

## Diplomatske sankcije
Diplomatske sankcije su najčešći oblik međunarodnih sankcija, a sastoje se od širokog spektra mjera kojim se ograničavaju diplomatski odnosi između dvije države. Najčešće se svode na povlačenje i reciprocitetno protjerivanje ambasadora, kao i ograničenja diplomatskih kontakata.
Ponekad su diplomatske sankcije usmjerene ne prema državama, nego pojedincima koji se obično povezuju uz određenu politiku. Jedan od primjera jest odluka EU da se zabrani pristup Aleksandru Lukašenku zbog nedemokratskog načina vladavine u Bjelorusiji.
Diplomatske sankcije se uglavnom smatraju najblažim od svih sankcija, jer u pravilu imaju više simboličku nego praktičnu djelotvornost. One uglavnom služe za nedvosmisleno izražavanje nezadovoljstva nečijom državnom politikom, odnosno ozbiljno upozorenje prije uvođenja strožih mjera kao što su ekonomske sankcije ili rat.

## Gospodarske sankcije
Ekonomske sankcije mogu varirati od uvođenja posebnih kaznenih carinskih stopa na uvoz roba iz određenje zemlje, do potpune zabrane bilo kakve trgovine, te, konačno uvođenja pomorske, zračne i kopnene blokade s ciljem efikasne primjene tih mjera. 
Svrhe ekonomskih sankcija je prije svega izazivanje poremećaja u privrednom životu neke zemlje, koji bi se naknadno trebali odraziti na njenu političku stabilnost te doveli do rušenja režima, odnosno ga onemogućili da provodi politiku koja je dovela do uvođenja sankcija. 

## Vojne sankcije
Vojne sankcije obično predstavljaju niz mjera kojima je cilj onemogućiti neku državu da provodi određene vojne mjere koje se smatraju neprihvatljivima. 
Te se mjere mogu sastojati od embarga na uvoz vojne opreme, čime bi se određenoj državi onemogućile provedbe vojne operacije. 
Stroži oblik sankcija jest uporaba oružanih snaga kako bi se provela zračna, pomorska i kopnena blokada neke države.
Pored njih postoje i vojne sankcije kojima se zadire u suverenitet nekih država, odnosno određuju se tzv. sigurnosne zone ili zone zabrane leta, u kojima je oružanim ili policijskim snagama neke države zabranjen pristup, pod prijetnjom primjene oružane sile. 

## Uloga međunarodnih sankcija u suvremenom svijetu
Međunarodne sankcije su u 20. stoljeću i pogotovo nakon drugog svjetskog rata, stekle veliku popularnost kao jedan od instrumenata međunarodne politike. Kao njihova najveća prednost se navodi to da - uz diplomaciju -predstavljaju najdjelotvorniju moguću alternativu ratu kao sredstvo rješavanja međunarodnih sporova.
Zagovornici međunarodnih sankcija tvrde da su one postale još djelotvornije zahvaljujući ekonomskim, političkim i kulturnim trendovima na kraju 20. stoljeća. Tako je zahvaljujući globalizaciji privreda svake zemlje daleko osjetljivija na prekid protoka robe, ljudi i kapitala. Zahvaljujući porastu broja demokratskih država na svijetu, vlastodršci su daleko osjetljiviji na sankcije. Izloženost globalnim medijima, pak, stanovnike državama pod sankcijama čini daleko svjesnijim nacionalnog poniženja, za što je jedan od primjera zabrana sudjelovanja SRJ na međunarodnim športskim natjecanjima početkom 1990-ih.
S druge strane, međunarodne sankcije su kao koncept došle pod udar kritičara koji ih smatraju izgovorom za nepoduzimanje konkretnih akcija protiv problematičnih državama u slučajevima kada za to ne postoje neposredni interesi. Kao argument protiv sankcija se navodi činjenica da u mnogim autokratskim i nacionalističkim državama sankcije služe kao izgovor za povećanje političke represije, odnosno šovinizma, ksenofobije i teorije urote. Vrlo čest argument je i činjenica da sankcije dovode do njihovog kršenja koje služi kao podloga za razvoj organiziranog kriminala i korupcije.